# Steven Price
Steven Price (ur. 22 kwietnia 1977 w Nottingham, Anglia) – brytyjski kompozytor muzyki filmowej, laureat Oskara i nagrody BAFTA za ścieżkę dźwiękową do filmu Grawitacja. Współpracownik ds. obsługi muzycznej filmu Władca Pierścieni: Dwie Wieże.

## Twórczość – muzyka filmowa
- 2020: Archiwum (Archive)
- 2019: Aeronauci
- 2017: Baby Driver
- 2016: Legion samobójców
- 2014: Furia
- 2014: Wybrana (serial)
- 2013: Grawitacja – laureat Oskara i nagrody BAFTA, Nagroda Dziennikarzy Amerykańskich; nominacja do Złotego Globa; nominacja do Grammy
- 2013: To już jest koniec
- 2013: Aningaaq
- 2011: Atak na dzielnicę – z udziałem Basement Jaxx
- 2004: The Mysterious Death of Cleopatra[2]